# Uchida Toshihiro
Toshihiro Uchida (sinh ngày 12 tháng 8 năm 1972) là một cầu thủ bóng đá người Nhật Bản.

## Sự nghiệp câu lạc bộ
Toshihiro Uchida đã từng chơi cho Nagoya Grampus Eight và Cerezo Osaka.